# 5e Haarlem Basketball Week
De 5e editie van de Haarlem Basketball Week werd gehouden van 27 december 1986 tot en met 4 januari 1987 in het Kenemer Sportcentrum. Het evenement werd bezocht door ongeveer 16.000 toeschouwers.

## Poule A
- Canon Taby Basket
- Nashua Den Bosch
- Fort Hayes State University
- Hapoel Holon

## Poule B
- Direktbank Den Helder
- Marathon Oil Chicago
- Hatrans Haaksbergen
- Hapoel Galil Elyon

## Uitslagen

### Groepsfase

#### Poule A
- 27 december 1986
  - Canon Taby Basket vs Hapoel Holon
  - Nashua Den Bosch vs Fort Hayes State University
- 28 december 1986
  - Hapoel Holon vs Nashua Den Bosch
  - Fort Hayes State University vs Canon Taby Basket
- 1 januari 1987
  - Nashua Den Bosch vs Canon Taby Basket
  - Hapoel Holon vs Fort Hayes State University

#### Poule B
- 28 december 1986
  - Hatrans Haaksbergen vs Hapoel Galil Elyon
- 29 december 1986
  - Hatrans Haaksbergen vs Marathon Oil Chicago
  - Direktbank Den Helder vs Hapoel Galil Elyon
- 30 december 1986
  - Direktbank Den Helder vs Hatrans Haaksbergen
  - Marathon Oil Chicago vs Hapoel Galil Elyon
- 1 januari 1987
  - Direktbank Den Helder vs Marathon Oil Chicago

## Eindstand voorronden

#### Poule A
- 1.
- 2.
- 3.
- 4.

#### Poule B
- 1.
- 2.
- 3.
- 4.

- 2 januari 1987
- (3e poule A - 4e poule B)
- (1e poule A - 2e poule B)

3 januari 1987
- (4e poule A - 3e poule B)
- (2e poule A - 1e poule B)

4 januari 1987

## Eindstand
- 1.  Marathon Oil Chicago
- 2.
- 3.
- 4.
- 5.
- 6.
- 7.
- 8.